# 16682 Donati
16682 Donati este un asteroid din centura principală de asteroizi.

## Descriere
16682 Donati este un asteroid din centura principală de asteroizi. A fost descoperit pe 18 martie 1994 la Sormano de Marco Cavagna și Valter Giuliani. Asteroidul prezintă o orbită caracterizată de o semiaxă mare de 2,24 ua, o excentricitate de 0,05 și o înclinație de 2,3° în raport cu ecliptica.